# Perú en los Juegos Olímpicos de Múnich 1972
Perú estuvo representado en los Juegos Olímpicos de Múnich 1972 por un total de 20 deportistas, 17 hombres y 3 mujeres, que compitieron en 7 deportes.
El portador de la bandera en la ceremonia de apertura fue el esgrimidor Enrique Barúa. El equipo olímpico peruano no obtuvo ninguna medalla en estos Juegos.